# シュハラ山
シュハラ山（グルジア語: შხარა、ロシア語: Шхара、カラチャイ・バルカル語: ушхара、英: Shkhara）は、ジョージアの最高峰。ロシア国境に近いスヴァネティに位置し、同国第二の都市クタイシの北88kmにある。山頂はコーカサス山脈の尾根をなし、ヨーロッパ最高峰のエルブルス山から南東にあたる。コーカサスではエルブルス山とディフタウについで、三番目に高い山である。
12kmにわたって続く山塊の尾根の東側は「ベジンギの壁」として知られる。氷河地帯に険しくそびえるこの山に、登山家は挑み続けてきた。高さ1500メートルの北壁（ロシア国境側）ルートはその難しさで名高い。5068mのシュハラ西峰は副峰ながらそれ自体が登山の対象となっており、「ベジンギの壁」の完全横断は「ヨーロッパで最も長く、最も困難で、最も危ないルート」とみなされている。

## 登頂
初登頂は1888年、イギリス・スイス合同隊のU・アルマー、J・コッキン、C・ロスが北東ルートで成功させた。現在もこのルートは最も登りやすく、登山者も多いルートである。ベジンギの壁の完全横断は1931年、オーストリア隊のK・ポッピンガー、K・モルダン、S・シントルマイスターが初めて成し遂げた。